# Resident Evil Requiem
Resident Evil Requiem est un jeu vidéo de type survival horror développé et édité par Capcom. Il est connu sous le nom de Biohazard Requiem (バイオハザード レクイエム, Baiohazādo Rekuiemu) au Japon. C'est le neuvième opus majeur de la série de jeux Resident Evil. Sa sortie est prévue pour le 27 février 2026 sur Windows, PlayStation 5 et Xbox Series.

## Trame

### Synopsis
Raccoon City, ville du Midwest abritant autrefois le siège de l'entreprise pharmaceutique Umbrella Corporation, a été stérilisée sur ordre du gouvernement des États-Unis, des suites de la prolifération incontrôlée d'un virus mutagène qui transformait ses hôtes en créatures monstrueuses. L'affaire a été étouffée.
Plus tard, un corps est découvert dans un hôtel abandonné. La victime semble avoir succombé à une maladie inconnue. Le FBI confie le dossier à l'analyste Grace Ashcroft. Elle va devoir faire face à son passé, car c'est à l'hôtel Wrenwood que sa mère a trouvé la mort huit ans plus tôt. Par ailleurs, cette enquête pourrait bien mettre au jour la vérité derrière l'incident de Raccoon City,,.

### Personnages
Grace Ashcroft
Jeune analyste du FBI, reconnue pour l'attention et l'acuité dont elle fait preuve dans ses missions. Elle s'est repliée sur elle-même et s'est réfugiée dans son travail à la mort de sa mère, qui l'a profondément marquée.

## Système de jeu
Resident Evil Requiem est un jeu de type survival horror. Il s'agit du premier jeu de la série principale à intégrer directement la possibilité de choisir et basculer à tout moment entre les vues à la première et à la troisième personne (la fonctionnalité ayant précédemment été proposée dans un DLC de Resident Evil Village),.
La protagoniste, Grace Ashcroft, doit trouver son chemin à travers les environnements du jeu, peuplés de créatures hostiles. Au fil de son exploration, elle collecte divers objets qui facilitent sa progression, tel un briquet (qui l'aide à s'orienter dans la pénombre), un tournevis ou encore un fusible. Grace n'étant pas armée, elle doit également récupérer de quoi se défendre, comme des bouteilles en verre, qui peuvent faire office de projectiles,.

## Développement
Le 1er juillet 2024, au cours d'un stream Capcom Next, Kōshi Nakanishi révèle qu'il dirige actuellement le développement du prochain opus majeur de la série Resident Evil, reprenant le rôle qu'il précédemment assuré pour Resident Evil 7: Biohazard, Resident Evil: The Mercenaries 3D ainsi que Resident Evil: Revelations. Il explique : « il a été vraiment difficile de trouver quoi faire après le 7. Mais je l'ai trouvé, et pour être honnête, ça semble substantiel. »
Le jeu est finalement annoncé le 7 juin 2025 lors du Summer Game Fest 2025 au moyen d'une bande-annonce de trois minutes. Sa date de sortie est fixée au 27 février 2026, soit pendant l'année des 30 ans de la franchise,. Toujours dans le cadre de l'événement, une vidéo d'aperçu (environ 20 minutes de gameplay monté, capturé sur PlayStation 5 Pro) ainsi qu'une démo jouable ont été présentées à des invités à l'occasion des Play Days,,.